# Der Schrei der Eule (Roman)
Der Schrei der Eule (engl. The Cry of the Owl) ist ein psychologischer Thriller der US-amerikanischen Autorin Patricia Highsmith. Er erschien erstmals 1962 beim amerikanischen Verlag Harper & Row. Die deutsche Erstausgabe erschien 1964 beim Rowohlt Verlag unter dem Titel Das Mädchen hinterm Fenster, 1976 erschien eine Neuauflage als Der Schrei der Eule beim Schweizer Diogenes Verlag.
Das Buch erzählt von dem in Scheidung lebenden Robert Forester, der der jungen Jenny Thierolf nachspioniert. Sie symbolisiert für ihn die Harmonie, die seinem eigenen Leben fehlt. Als sie ihn eines Tages vor ihrem Haus überrascht, lädt sie ihn, statt ihn anzuzeigen, zu sich ein. Eine darauf folgende Auseinandersetzung zwischen Robert und Jennys Ex-Verlobtem setzt eine Kette dramatischer (und schließlich tödlicher) Ereignisse in Gang.

## Inhalt
Der in Scheidung von seiner Frau Nickie lebende Ingenieur Robert Forester fährt regelmäßig zum Haus der jungen Jenny Thierolf. Aus sicherer Entfernung beobachtet er sie bei ihren täglichen Verrichtungen – sie symbolisiert für ihn die Harmonie, die seinem eigenen Leben fehlt. Eines Abends entdeckt Jenny ihn, doch statt ihn anzuzeigen, lädt sie ihn in ihr Haus ein, wo sie sich unterhalten.
Kurz darauf löst Jenny, die die Begegnung mit Robert für einen Wink des Schicksals hält, ihre Verlobung zu dem hitzköpfigen Greg. Sie dringt in Roberts Leben ein, kontaktiert ihn zuhause und an seinem Arbeitsplatz. Robert, dem Jennys Annäherungsversuche zunehmend unangenehm werden, erhofft sich von einer in Aussicht stehenden Beförderung und Versetzung die nötige geografische Distanz.
Eines Abends verwickelt Greg Robert in eine Prügelei. Robert gelingt es, seinen Gegner bewusstlos zu schlagen, der in einen nahen Fluss stürzt. Er zerrt den Bewusstlosen aus dem Wasser und lässt ihn am Ufer liegen. Als Greg als vermisst gemeldet wird, verhört die Polizei Robert, da sie einen Tod durch Fahrlässigkeit oder Vorsatz nicht ausschließt. Erschwerend kommt hinzu, dass Nickie gegenüber der Polizei angegeben hat, dass Robert sie während ihrer Ehe einmal mit einer Waffe bedrohte. Nach einem Bericht in der Zeitung wird Roberts angekündigte Beförderung zurückgezogen. Im Fluss wird ein Leichnam gefunden, der nach Ansicht der Polizei der tote Greg sein könnte, doch die Identifizierung geht wegen des fortgeschrittenen Verwesungsstadiums nur langsam vonstatten. Schließlich begeht Jenny Selbstmord in der Überzeugung, dass Robert ein Unheilsbote in ihrem Leben ist.
Nickies neuer Ehemann Ralph informiert Robert, dass Greg sich mit Nickie zusammengetan hat und untergetaucht ist, um Robert in Schwierigkeiten zu bringen. Bei Gregs Versuch, Robert niederzuschießen, wird ein Unbeteiligter schwer verletzt. Die Polizei verhaftet Greg, lässt ihn aber auf Kaution frei. Es kommt zu einer finalen Konfrontation zwischen Robert, Greg und Nickie. Greg geht mit einem Messer auf Robert los, verletzt aber stattdessen Nickie tödlich. Erneut ist Robert ein Verdächtiger in einem vermeintlichen Verbrechen.

## Personen
- Robert Forester
- Jenny Thierolf
- Greg Wyncoop – Jennys Verlobter
- Veronica „Nickie“ Jurgen (geb. Grace) – Roberts Ex-Frau
- Ralph Jurgen – Nickies neuer Ehemann
- Jack Nielson – ein Arbeitskollege von Robert
- Susie Escham – eine Freundin von Jenny
- Dr. Knott
- Detective Lippenholtz

## Hintergrund
Highsmith schrieb Der Schrei der Eule zwischen April 1961 und Februar 1962. Laut Aussage ihres Biografen Andrew Wilson zählte sie das Buch zu ihren schwächeren Werken, eine Ansicht, der sich die Kritiker jedoch nicht anschlossen. 1967 bemerkte die britische Autorin und Kritikerin Brigid Brophy, dass aus den vergangenen zwanzig Jahren fünf oder sechs Bücher herausragen würden, darunter – neben Vladimir Nabokovs Lolita – Highsmiths Der Schrei der Eule.
Der Titel des Buchs bezieht sich auf Jennys Vorstellung, dass die Begebenheiten in ihrem Leben vom Schicksal vorherbestimmt sind und im Vorfeld angekündigt werden: Die Eule ist für sie ebenso ein Todesbote wie das Erscheinen eines unbekannten Mannes in ihrer Kindheit, das dem Tod ihres jüngeren Bruders voranging, und Robert, der für sie im Laufe der Handlung den eigenen nahenden Tod repräsentiert.
Nach Aussage von Marijane Meaker, Highsmiths Lebensgefährtin von 1959 bis 1961, zeichnete die Autorin die Figur der Nickie als „Abrechnung“ nach Meakers Vorbild. Die Widmung „für D. W.“ im Buch gilt Daisy Winston, mit der Highsmith 1961 eine kurze Beziehung führte.

## Rezeption
„[…] eines ihrer weniger bekannten Werke aus dem Jahr 1963, und eines ihrer verstörendsten, was eine Menge aussagt. […] In Der Schrei der Eule fließt mehr Blut als in vielen anderen ihrer Bücher, und es endet mit einer wahrhaft schockierenden Szene […] Die Botschaft, die sich durch Highsmiths gesamtes Werk zieht, ist klar und einfach: Wir leben auf dünnem Eis.“ – Richard Rayner, Los Angeles Times

## Ausgaben
- The Cry of the Owl, Harper & Row, New York 1962
- The Cry of the Owl, Heinemann, London 1963
- Das Mädchen hinterm Fenster, übersetzt von Gisela Stege, Rowohlt, Reinbek bei Hamburg 1964
- Der Schrei der Eule, Diogenes, Zürich 1976
- Der Schrei der Eule, neu übersetzt von Irene Rumler, Diogenes, Zürich 2002, ISBN 3-257-06408-X

## Adaptionen
Bereits in den 1970er Jahren versuchte Wim Wenders, sich die Rechte für eine Verfilmung zu sichern. Nachdem er erfuhr, dass diese bereits vergeben waren, entschied er sich stattdessen für eine Verfilmung von Highsmiths Ripley’s Game.
1985 bearbeitete Marion Kollbach den Roman für den NDR für ein Hörspiel.
1987 adaptierte der französische Regisseur Claude Chabrol das Buch für einen Kinofilm mit Mathilda May.
Ebenfalls 1987 drehte Tom Toelle eine Verfilmung von Patricia Highsmiths Roman für das deutsche Fernsehen.
2009 entstand eine weitere Adaption; der britische Regisseur Jamie Thraves inszenierte den Film mit Julia Stiles und Paddy Considine in den Hauptrollen.